# Florens Radewijns
Florencio Radewijns (Leerdam (Utrecht), 1350 - Deventer, 24 de marzo de 1400), fue un sacerdote holandés, uno de los representantes más importantes de la Devotio Moderna y fundador de los Hermanos de la Vida Común.

## Biografía

### Origen y formación
Nada se sabe de los primeros años de vida de Florencio Radewijns, salvo que nació en 1350 en Leerdam, una población que por aquella época pertenecía a la provincia de Utrecht, en Holanda.
Radewijns realizó sus estudios en Praga, donde obtuvo la maestría, y que cuando conoció a su maestro Gerardo Groote ya era canónico de la iglesia de San Pedro Utrecht. Se dice que al escuchar un sermón dirigido por Groote tuvo un cambio radical de vida que le llevó a convertirse en uno de sus discípulos en el movimiento espiritual de la Devotio moderna.

### Hermanos de la Vida Común
Radewijns animado por Groote se ordenó sacerdote y aceptó un beneficio en la ciudad de Deventer (Países Bajos). Allí fundó un monasterio de canónigos, que se convirtió en uno de los más importantes propagadores de la devotio moderna. En sus aulas acogió a personajes importantes para la historia de la Iglesia y de la humanidad como Tomás de Kempis, autor de la Imitación de Cristo, Erasmo de Róterdam, filósofo humanista, y Juan Calvino, reformador.
Radewijns, además del de Deventer, a la muerte de su maestro Groote, fundó diversos monasterios agustinos, de los cuales dependían grupos de personas inspirados en la espiritualidad del movimiento de la Devotio moderna, que vivían dedicados a la oración y a la copia de manuscritos, conocidos como los Hermanos de la Vida Común. La nueva orden religiosa se caracterizaba por llevar un estilo de vida austero, basados en un tipo de espiritualidad eminentemente práctica, metódica, realista y prudente. Fue él quien institucionalizó el movimiento luego de la muerte de Groote (acaecida en 1384), logrando incluso el reconocimiento eclesiástico de parte del obispo de Utrecht en 1401.

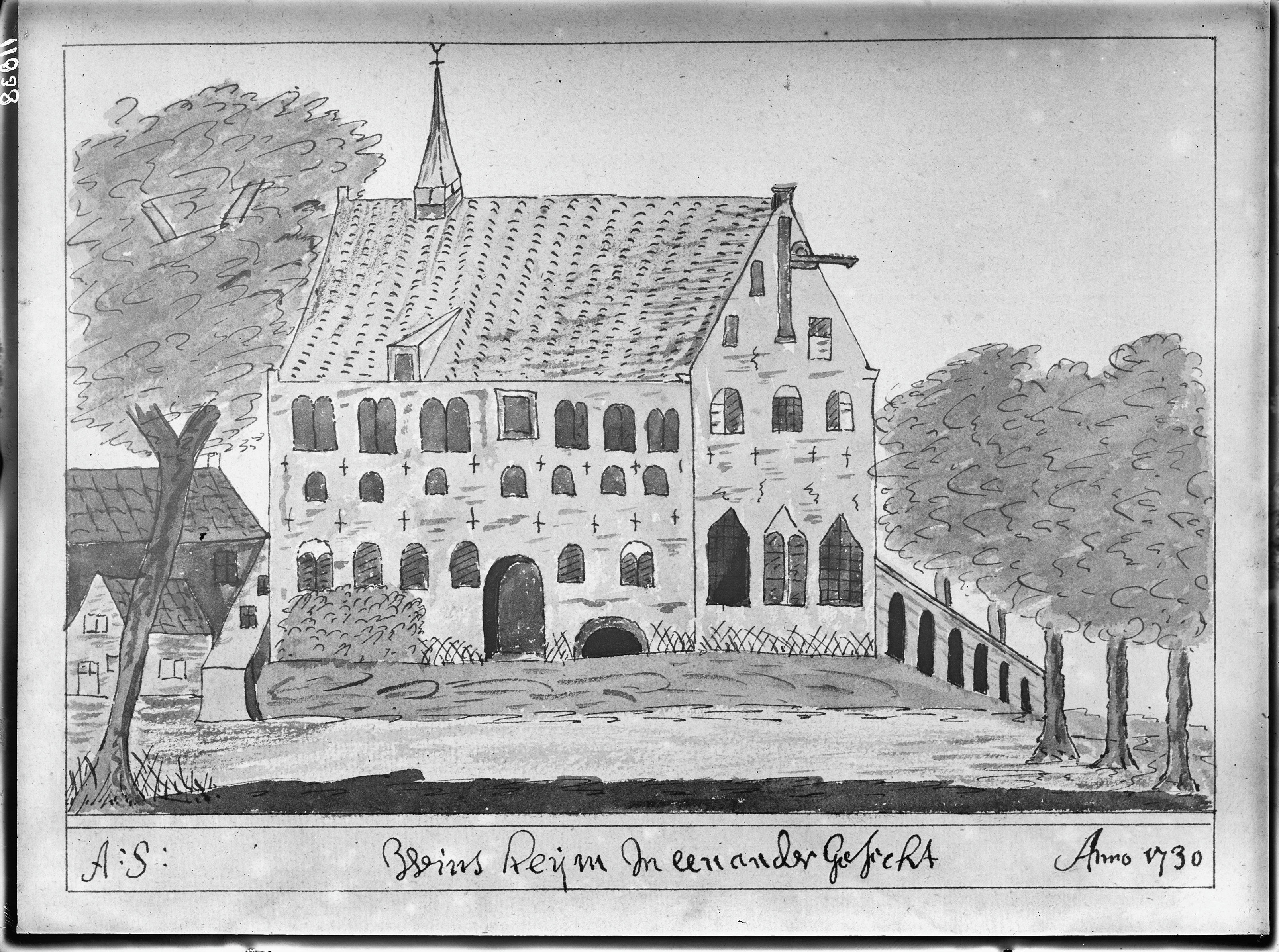
Monasterio de los Canónigos Regulares de Windesheim, en un dibujo anónimo de 1930.

Radewijns envió un grupo de discípulos a fundar una comunidad separada del mundo, los Canónigos Regulares de Windesheim, entre ellos se encontraba Jan de Kempis, hermano del autor de la Imitación de Cristo. Fue un canónigo de este monasterio que popularizó el término de Devotio moderna.

## Obras
Florencio Radewinjs es autor de dos obras fundamentales para conocer los conceptos característicos de la Devotio moderna:
- Modus vivendi Deo tam in interioribus quam in exterioribus, una obra escrita en género epistolar.
- Omnes, inquit, artes, obra cuyo tema central es la imitación de Cristo.